# Medaljfördelning vid olympiska sommarspelen 1904
Medaljfördelning vid olympiska sommarspelen 1904 i Saint Louis, USA.

      Värdnation (USA)
| Plac. | Land            | Guld | Silver | Brons | Totalt antal medaljer |
| ----- | --------------- | ---- | ------ | ----- | --------------------- |
| 1     | USA             | 78   | 82     | 79    | 239                   |
| 2     | Tyskland        | 4    | 4      | 5     | 13                    |
| 3     | Kuba            | 4    | 2      | 3     | 9                     |
| 4     | Kanada          | 4    | 1      | 1     | 6                     |
| 5     | Ungern          | 2    | 1      | 1     | 4                     |
| 6     | Kombinationslag | 1    | 1      | 0     | 2                     |
| 6     | Storbritannien  | 1    | 1      | 0     | 2                     |
| 8     | Grekland        | 1    | 0      | 1     | 2                     |
| 8     | Schweiz         | 1    | 0      | 1     | 2                     |
| 10    | Österrike       | 0    | 0      | 1     | 1                     |